# Mi Buenos Aires querido

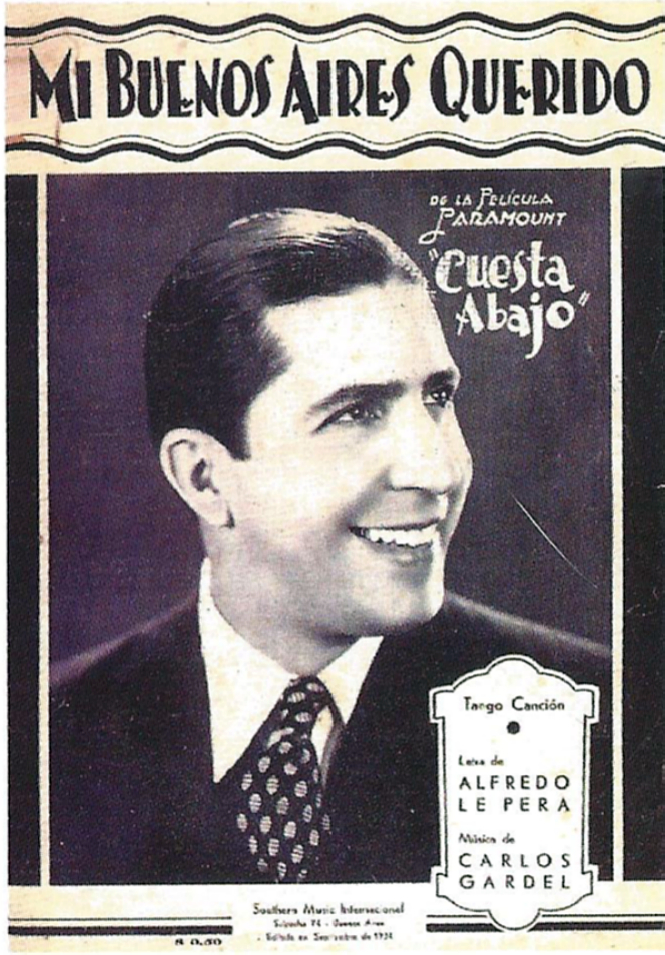
Titelblatt der Partitur von Mi Buenos Aires querido, ca. 1934

Mi Buenos Aires querido (deutsch: „Mein geliebtes Buenos Aires“) ist ein Tangolied von 1934. Der Text stammt von Alfredo Le Pera, die Musik von Carlos Gardel, der dieses Lied auch gesungen hat. Es wurde eines seiner bekanntesten und erfolgreichsten Lieder. Es ist das Titelstück des gleichnamigen Musikfilms Mi Buenos Aires querido. Mi Buenos Aires querido wurde und wird immer noch von zahlreichen Künstlern interpretiert, so beispielsweise von Astor Piazzolla, Rodolfo Mederos und Daniel Gomez.